# Джамтара (округ)
Джамтара (хинди जामताड़ा जिला; англ. Jamtara) — округ в индийском штате Джаркханд. Образован в 2001 году из части территории округа Думка. Административный центр — город Джамтара. Площадь округа — 1802 км². По данным всеиндийской переписи 2001 года население округа составляло 653 081 человек.